# Hasyurt, Finike
Hasyurt là một thị trấn thuộc huyện Finike, tỉnh Antalya, Thổ Nhĩ Kỳ. Dân số thời điểm năm 2011 là 6.429 người.